# Бачкурине
Бачку́рине — село в Україні, у Монастирищенській міській громаді Уманського району Черкаської області. Розташоване за 7 км на південний схід від міста Монастирище та за 14 км від залізничної станції Монастирище. Населення становить 956 осіб.

## Населення
Згідно з переписом УРСР 1989 року чисельність наявного населення села становила 1018 осіб, з яких 461 чоловік та 557 жінок.
За переписом населення України 2001 року в селі мешкало 1014 осіб.

### Мова
Розподіл населення за рідною мовою за даними перепису 2001 року:
| Мова       | Відсоток |
| ---------- | -------- |
| українська | 98,62 %  |
| вірменська | 0,79 %   |
| російська  | 0,49 %   |

## Пам'ятки
Сільський парк — парк-пам'ятка садово-паркового мистецтва місцевого значення.

## Відомі люди
Народились:
- Грицай Михайло Семенович (1925—1988) — український літературознавець і фольклорист.

Поховані:
- Ковальський Павло Олегович (1992—2022) — солдат Збройних Сил України, учасник російсько-української війни.

## Галерея

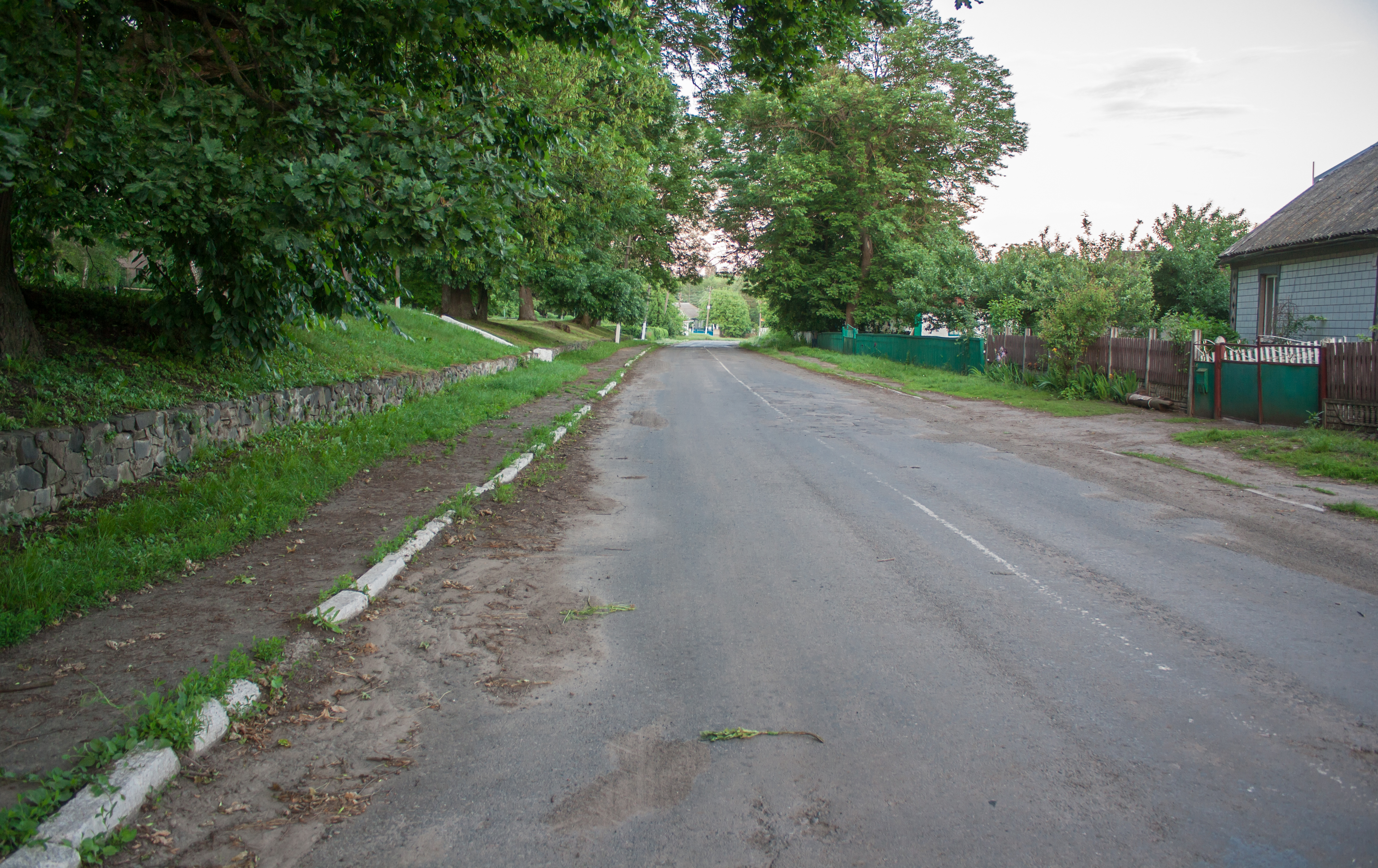
Вулиця Центральна
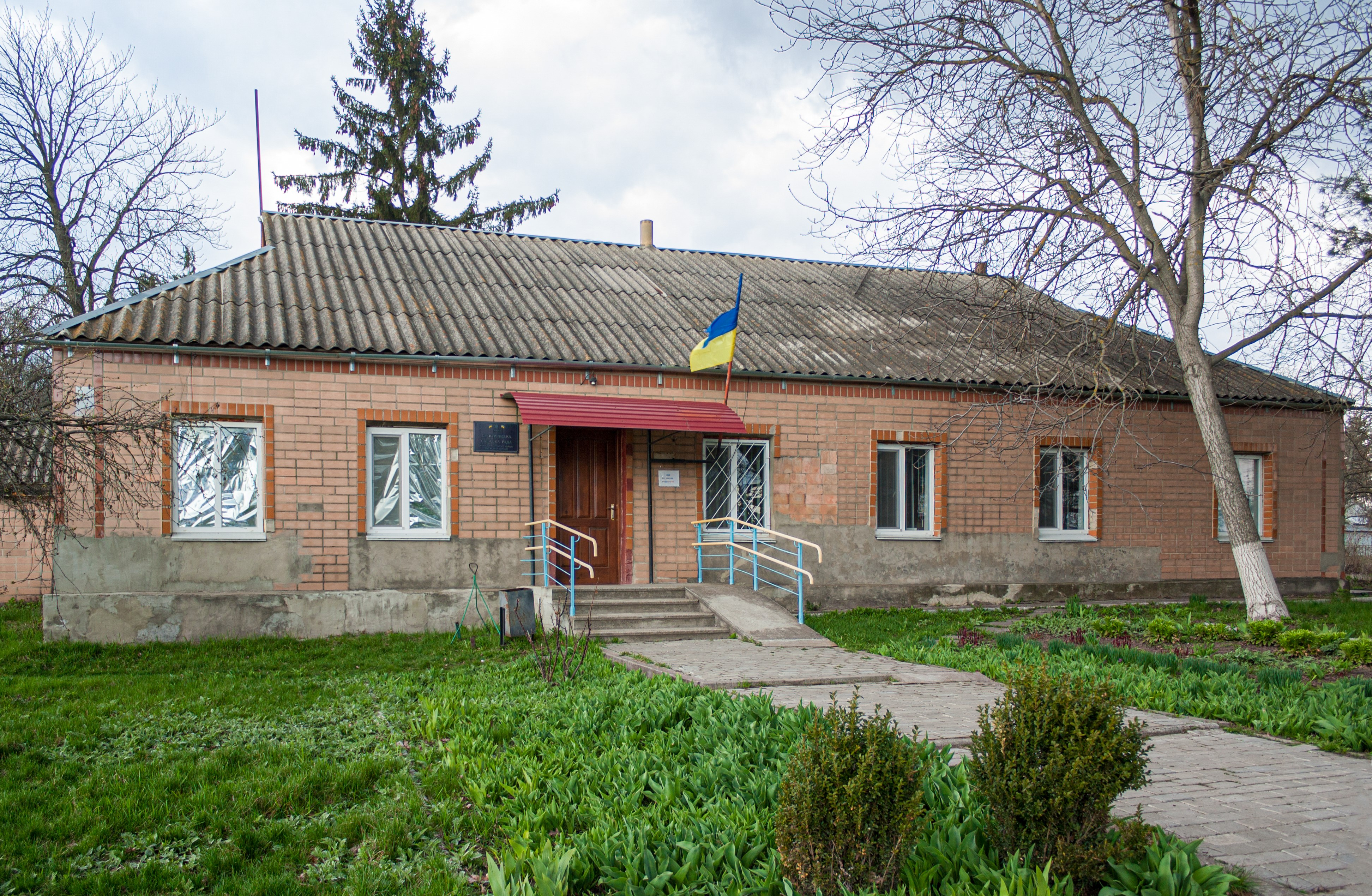
Сільська рада
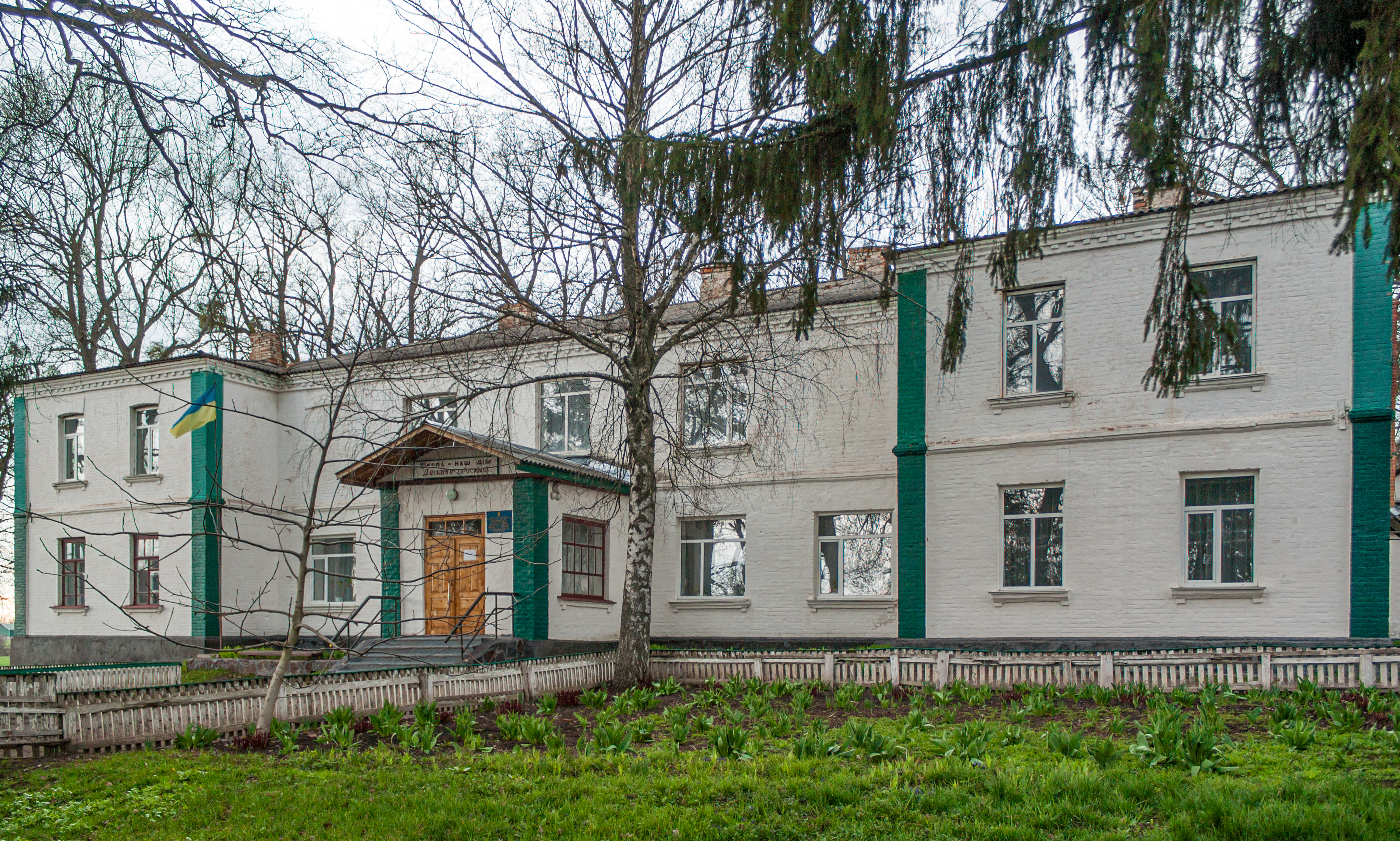
Школа
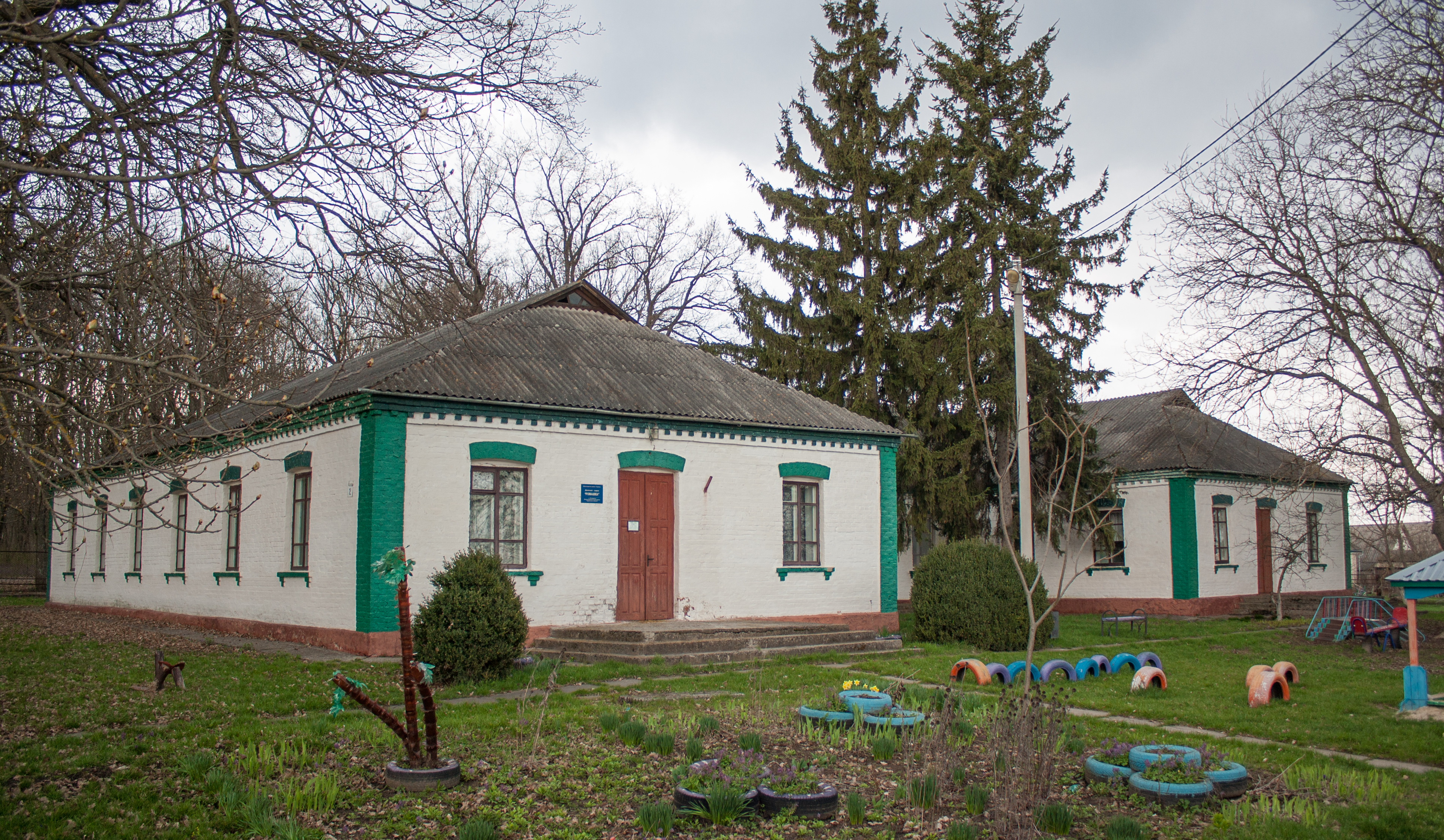
Дитсадок
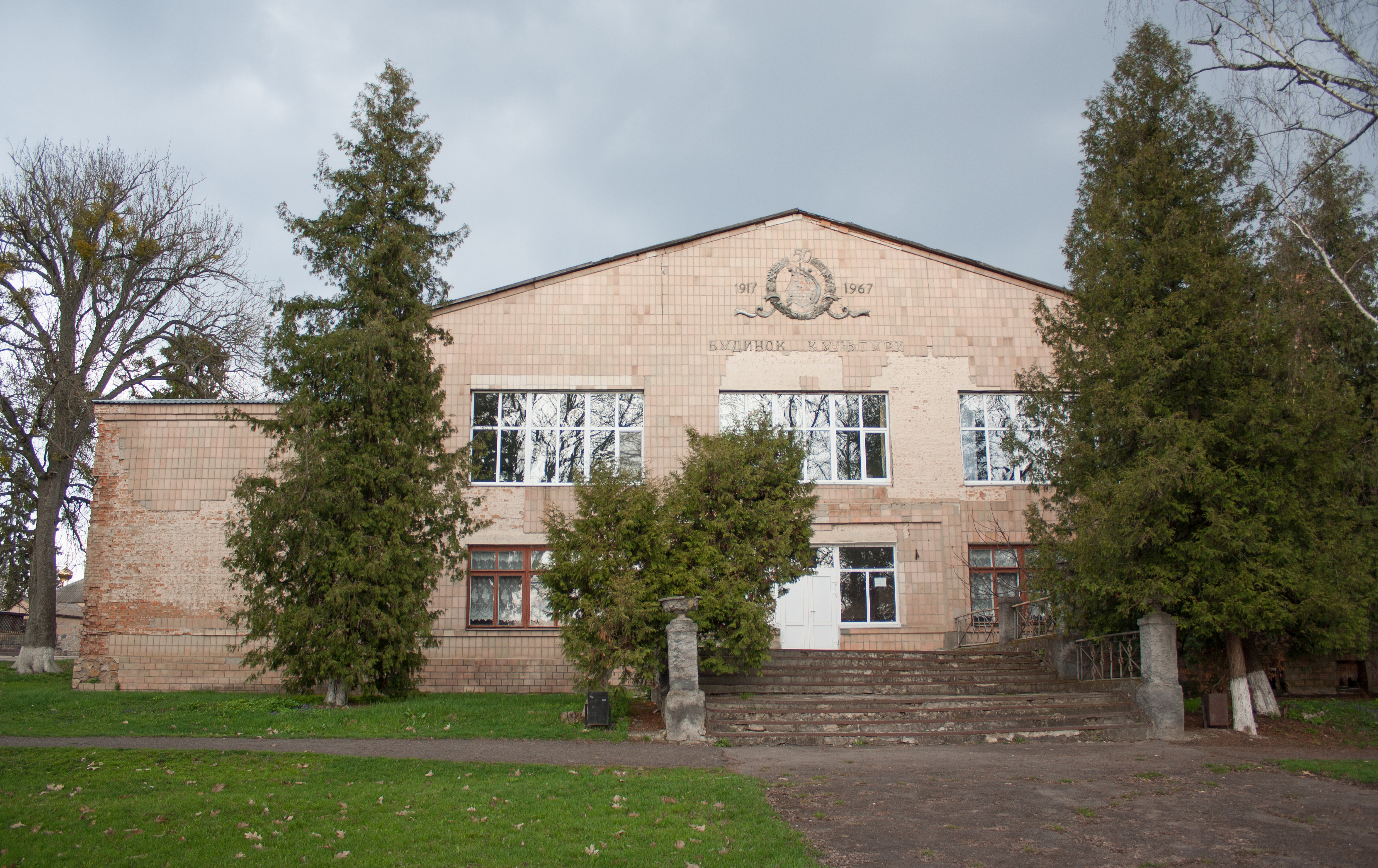
Будинок культури
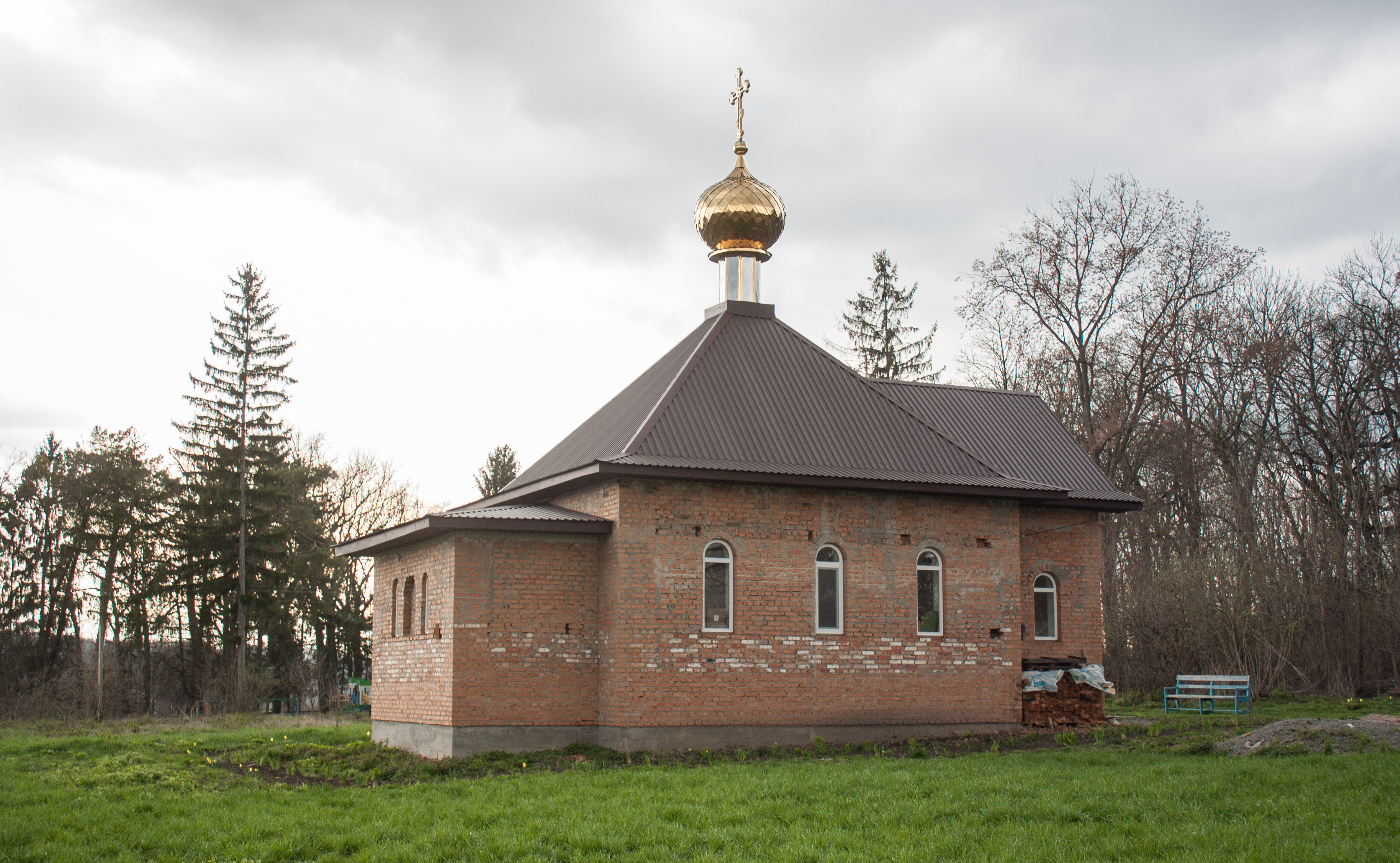
Церква
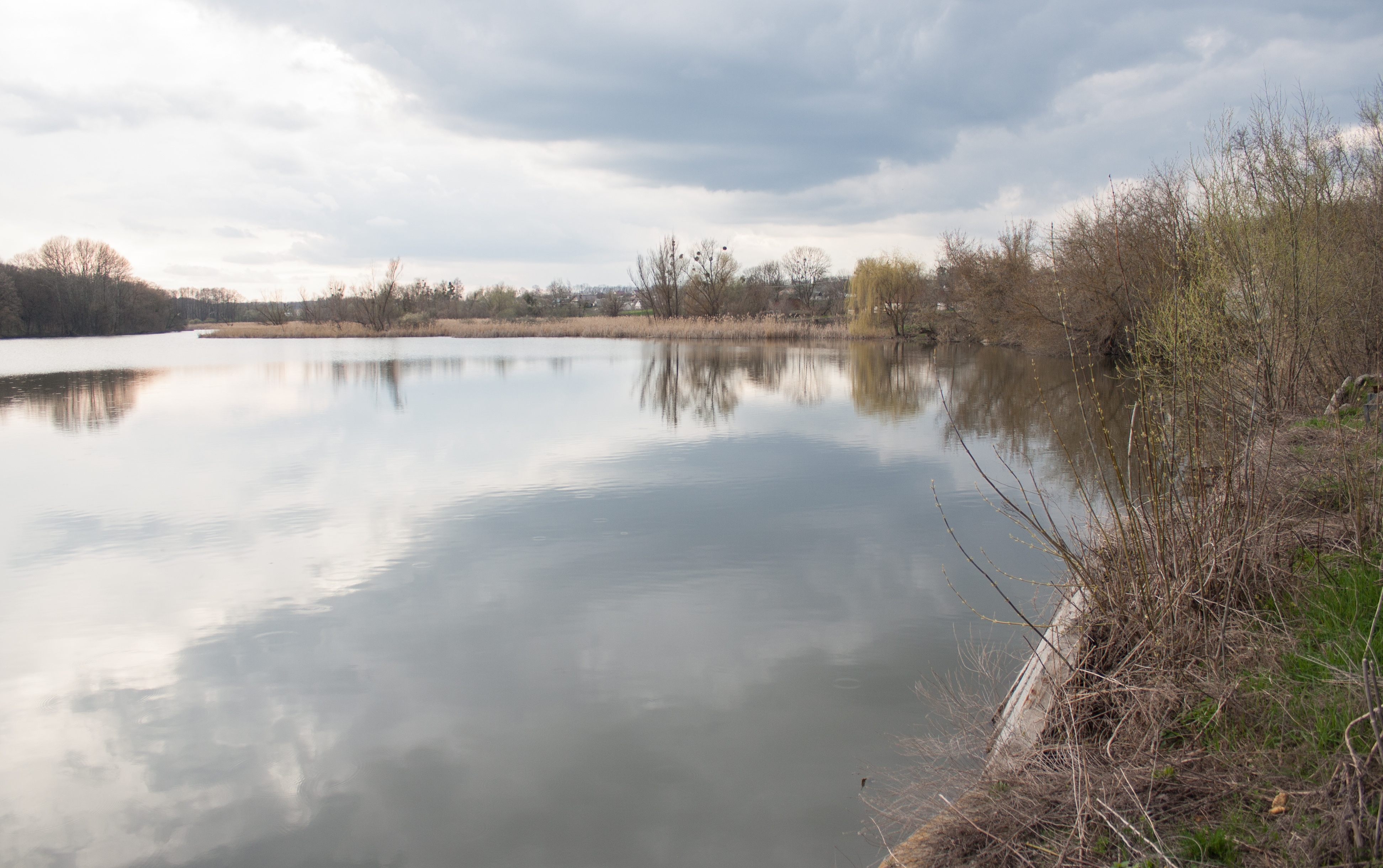
Ставок
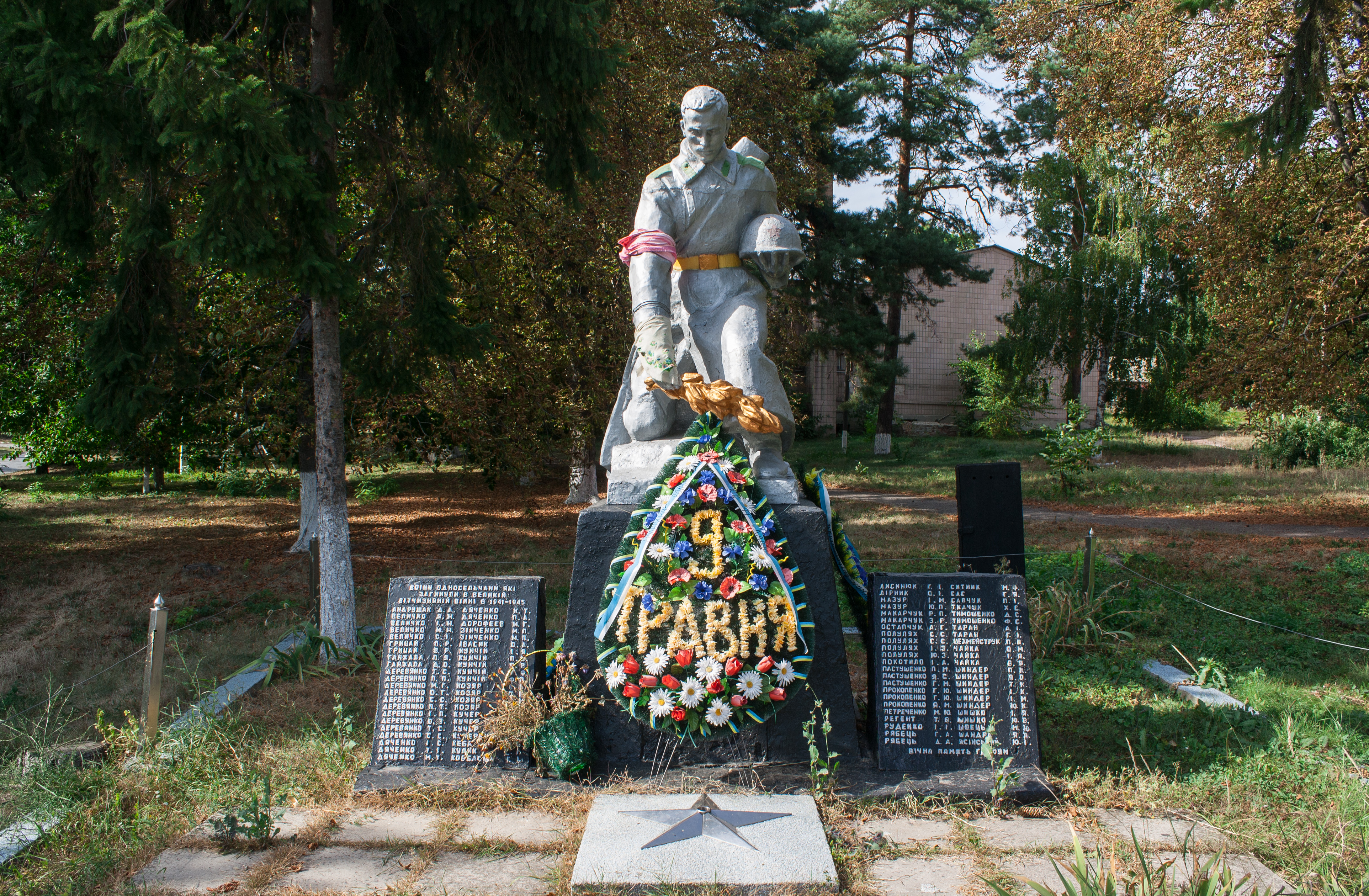
Пам'ятник воїнам-односельцям
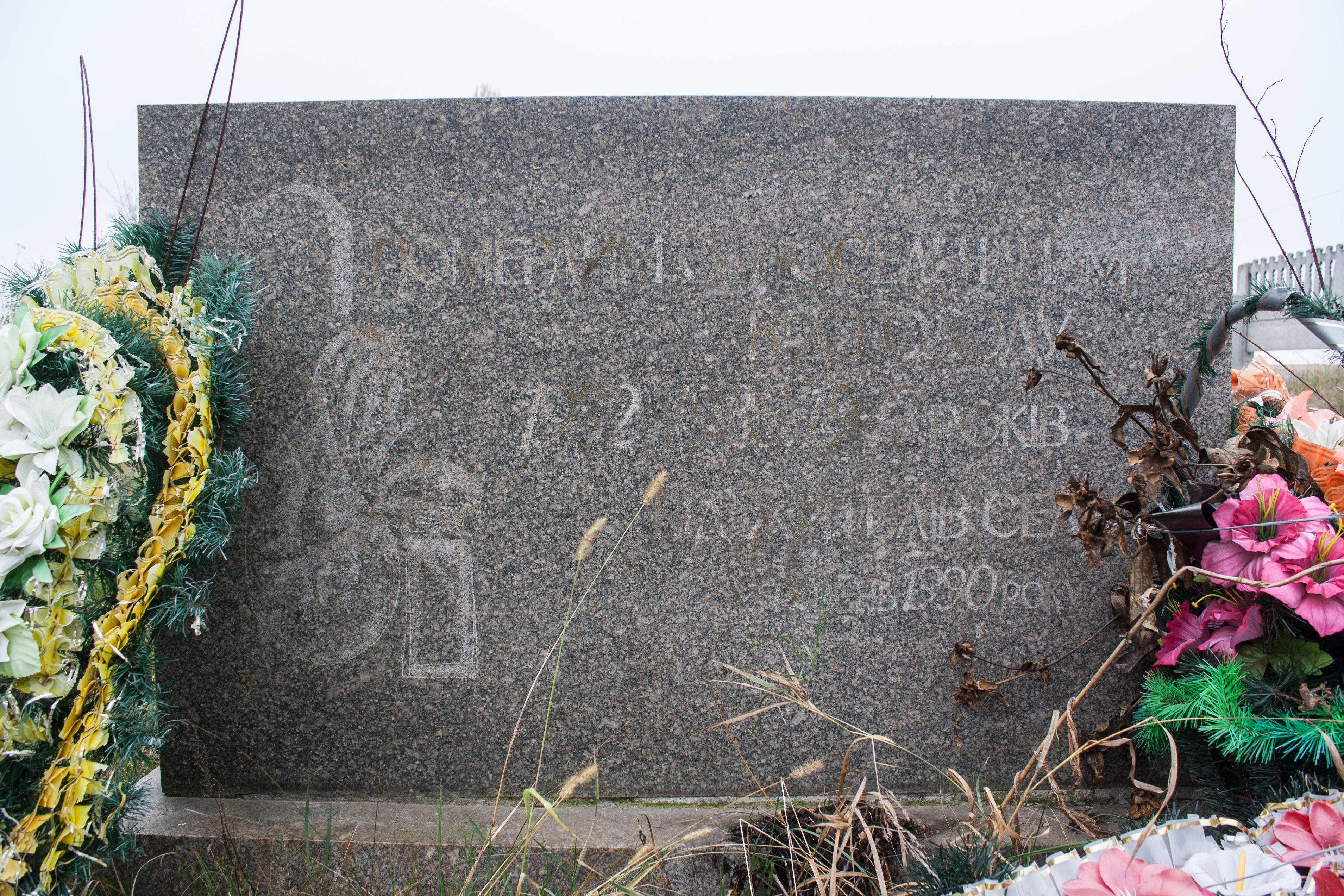
Пам'ятний знак жертвам Голодомору
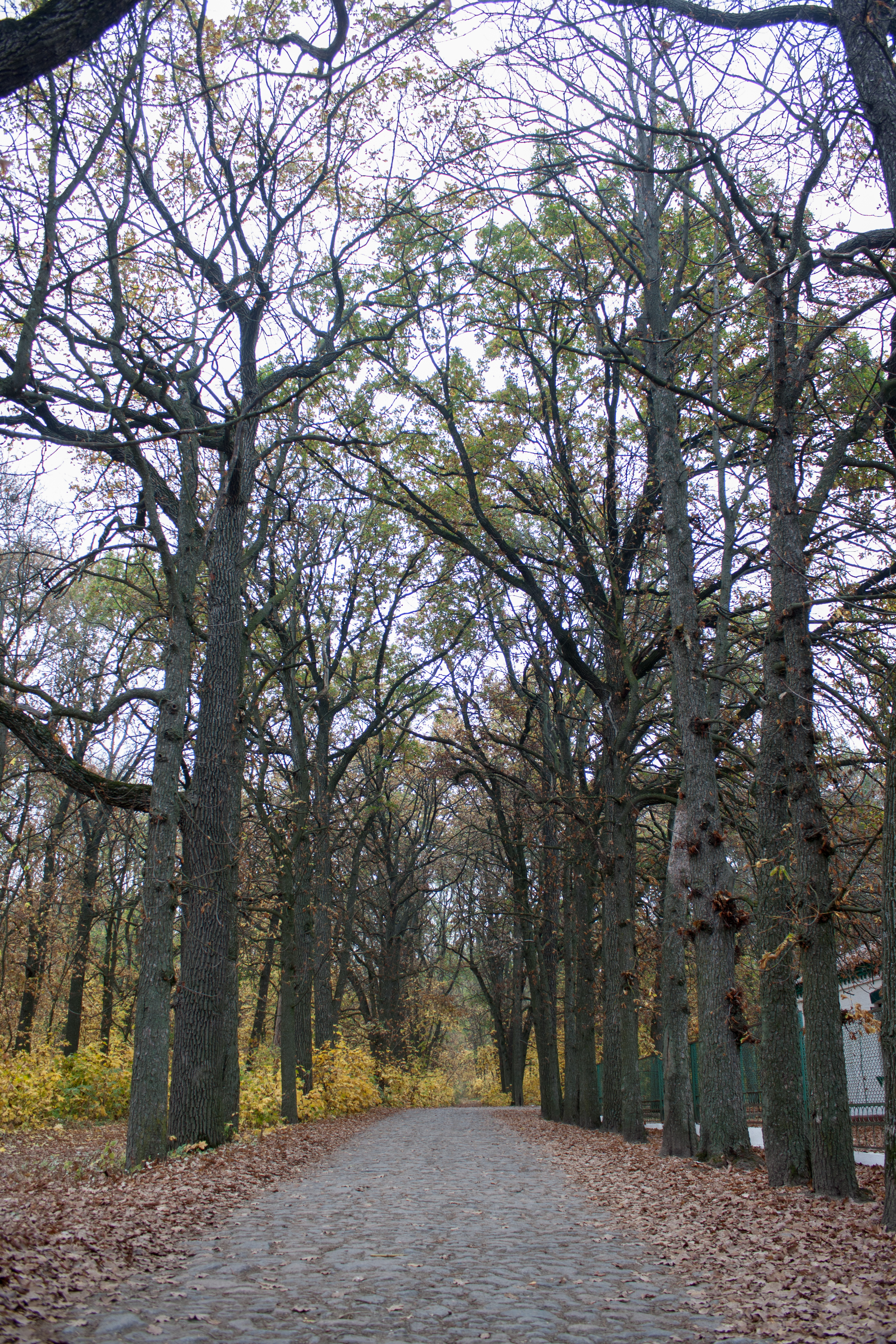
Парк